# Gęś mała
Gęś mała (Anser erythropus) – gatunek dużego, wędrownego ptaka wodnego z rodziny kaczkowatych (Anatidae), zamieszkujący Eurazję. Narażony na wyginięcie.

## Systematyka
Gatunek ten po raz pierwszy zgodnie z zasadami nazewnictwa binominalnego opisał w 1758 roku Karol Linneusz w 10. edycji Systema Naturae. Autor nadał mu nazwę Anas erythropus; jako miejsce typowe wskazał północną Europę, co później ograniczono do północnej Szwecji. Obecnie gatunek umieszczany jest w rodzaju Anser. Nie wyróżnia się podgatunków.

## Zasięg występowania
Zamieszkuje północną Eurazję od Półwyspu Skandynawskiego po rzekę Anadyr w północno-wschodniej Syberii. Przeloty w kwietniu–maju i jesienne we wrześniu–listopadzie. Zimuje na Bałkanach, wybrzeżach Morza Czarnego i Kaspijskiego oraz we wschodnich Chinach, Korei i Japonii.
W Polsce pojawia się skrajnie rzadko, raczej na jesieni niż wiosną; wyjątkowo może zimować na wybrzeżach Bałtyku. Według szacunków programu Monitoring Noclegowisk Gęsi, w latach 2013–2018 populacja przelatująca nad Polską liczyła jedynie 1–40 osobników. Spotykana jest w mieszanych stadach z innymi gatunkami gęsi, do których dołącza pojedynczo, rodzinami lub małymi grupkami. Ptaki obserwowane w Polsce i Europie Zachodniej pochodzą ze szczątkowej populacji skandynawskiej, część być może z zachodniej Syberii.

## Morfologia

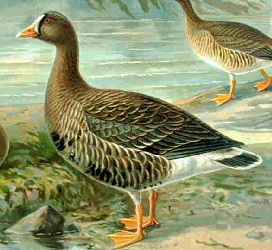
Gęś mała uwieczniona w 1905 roku przez Naumanna

Cechy gatunkuPodobna do gęsi białoczelnej, ale mniejsza i występuje bardziej na południe. Upierzenie szare z poprzecznymi prążkami na grzbiecie i czarnymi pręgami na brzuchu. Podogonie i ogon biały. Biała plama u nasady dzioba zachodzi na czoło aż poza oczy. Wygląd samicy i samca jest podobny. Nogi i dziób pomarańczowe lub cielistoróżowe. Na dziobie występuje biały paznokieć, szerszy niż u gęsi białoczelnej. Również głowa jest bardziej zaokrąglona, a oko otacza biały pierścień. U osobników młodocianych brakuje białej barwy na głowie i ciemnych pasów na spodzie ciała.
W spoczynku lotki skrzydeł zachodzą za sterówki ogona. Lądując, nie spowalnia lotu powoli, ale z ogromną szybkością pikuje z dużej wysokości, wyhamowując tuż nad wodą lub ziemią. Obok bernikli rdzawoszyjej jest najmniejszą gęsią Europy.
Wymiary średniedługość ciała: 53–66 cm
długość skrzydła: 35–42 cm
rozpiętość skrzydeł: 115–135 cm
masa ciała: samce 1950–2300 g, samice 2100–2150 g

## Ekologia i zachowanie

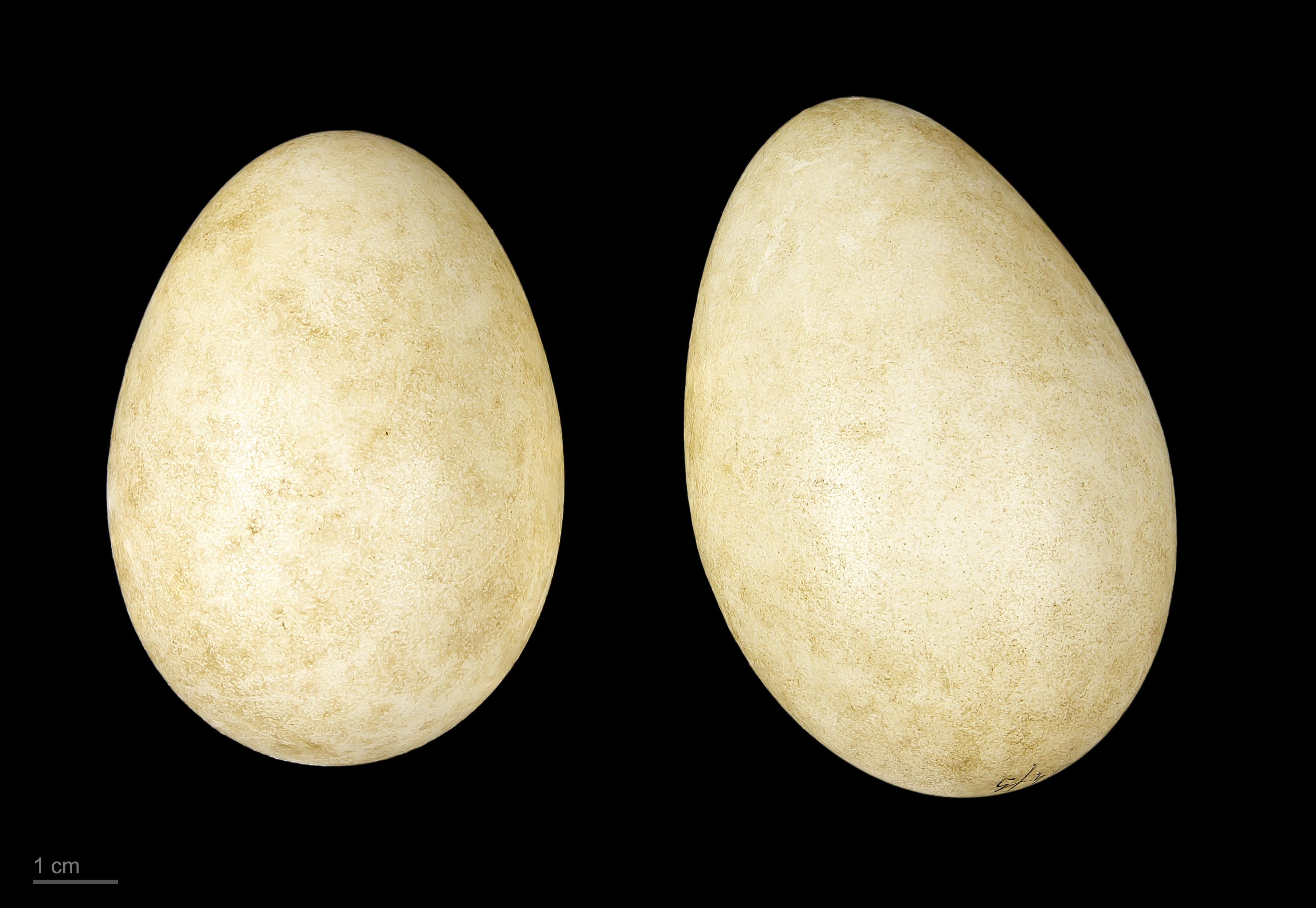
Jaja z kolekcji muzealnej

BiotopTundra i lasotundra, preferuje okolice rzek i jezior. Spotkać też ją można na położonych wyżej na terenach skalistych. Zimuje na polach i łąkach. Na lęgowiska przybywa stadami, gdzie gęsi łączą się w pary po stopieniu resztek śniegu.
GłosJej gwiżdżący i ostry głos przypomina „klik klik” lub „kliu ju”.
GniazdoNa ziemi, czasem pod osłoną krzewów. Pod koniec maja lub na początku czerwca szuka zagłębienia na wzniesieniu, które wyścieła gałązkami, trawą i puchem.
JajaW ciągu roku wyprowadza jeden lęg, składając 4–5 jaj w maju lub czerwcu. Jaja są bladokremowe, o wymiarach 76×49 mm i średniej masie 100 g.
Wysiadywanie i życie rodzinneJaja wysiadywane są od zniesienia pierwszego przez okres 25–28 dni przez samicę. Pisklęta usamodzielniają po 35–40 dniach. Podobnie jak to bywa u innych gęsi i ona prowadzi regularne życie rodzinne. Samiec dołącza do młodych zaraz po ich wykluciu. Opiekuje się z nimi razem z partnerką aż do odlotu. Wtedy wszystkie rodziny zbierają się w stada.
PożywienieRośliny zbierane na lądzie. Latem zjada zielone części roślinne, a zimą nasiona.

## Status i ochrona
W Czerwonej księdze gatunków zagrożonych IUCN gęś mała od 1994 roku klasyfikowana jest jako gatunek narażony (VU – Vulnerable). Liczebność światowej populacji szacowana jest na około 16–27 tysięcy dorosłych osobników. Trend liczebności populacji uznawany jest za spadkowy.
W Polsce podlega ścisłej ochronie gatunkowej.